# Тедеев, Бахва Отарович
Ба́хва Ота́рович Теде́ев (18 сентября 1969, Цхинвали, Юго-Осетинская автономная область, Грузинская ССР, СССР) — российский футболист, полузащитник, нападающий. Заместитель министра по физической культуре, спорту, туризму и делам молодёжи Южной Осетии.

## Карьера

### Клубная
Начал играть в цхинвальской ДЮСШ у Б. Газзаева (1979). Со школьных лет вызывался в различные сборные. В 1986 году в составе Грузинской ССР выиграл «Кубок Надежды». Известен по выступлениям в клубе «Алания» Владикавказ, в котором в общей сложности провёл 10 лет как игрок (1990—1992, 1994—1997, 1999—2001). Является рекордсменом «Алании» по количеству забитых мячей за клуб в чемпионате России — 50. Всего в чемпионате России забил 59 мячей.

### В сборной
В 1993—1994 годах выступал за сборную России — сыграл 6 матчей, забил 1 гол. До этого играл в юношеских и молодёжных сборных СССР. В 1990—1991 годах сыграл три матча за олимпийскую сборную СССР. Чемпион Европы среди юношей до 19 лет 1988, бронзовый призёр до 16 лет 1986.

### Тренерская
После завершения игровой карьеры трижды занимал пост главного тренера «Алании» (2002, 2003—2004, 2005).

## Достижения
- Чемпион России: 1995

Серебряный призёр чемпионата России (2): 1992, 1996
Бронзовый призёр чемпионата России (2): 1993, 1998
- В списках 33-х лучших футболистов России (4): № 2 (1995, 1996); № 3 (1992, 1993)
- Бронзовый призёр юношеского ЧЕ-1986.